# Schweizersberg
Schweizersberg ist eine Ortschaft der Katastralgemeinde Rossleithen in der  politischen Gemeinde Roßleithen im Bezirk Kirchdorf in Oberösterreich mit 515 Einwohnern (Stand 1. Jänner 2024).
Der Ort liegt am Abhang des Schweizersberges, einem das Windischgarstner Becken umsäumenden Höhenzug, und wurde erstmals 1265 urkundlich erwähnt. Der Ort besteht aus mehreren kleinen, geschlossenen Siedlungsgebieten sowie zahlreichen Einzellagen.